# 有明都市運動公園
有明都市運動公園（日語：有明アーバンスポーツパーク）是位於日本東京都江東區有明的室外體育場地。此處舉辦2020年夏季奧林匹克運動會自由車BMX賽及滑板比賽，賽事結束後將拆除。該場地佔地約97,000平方公尺，分為BMX競速賽場、BMX自由式賽場和滑板賽場。

## 外部連結
- 有明アーバンスポーツパーク 東京2020オリンピック・パラリンピック競技大会 （页面存档备份，存于） （日語）
- 有明アーバンスポーツパーク 東京都オリンピック・パラリンピック準備局 （日語）